# Terraforming

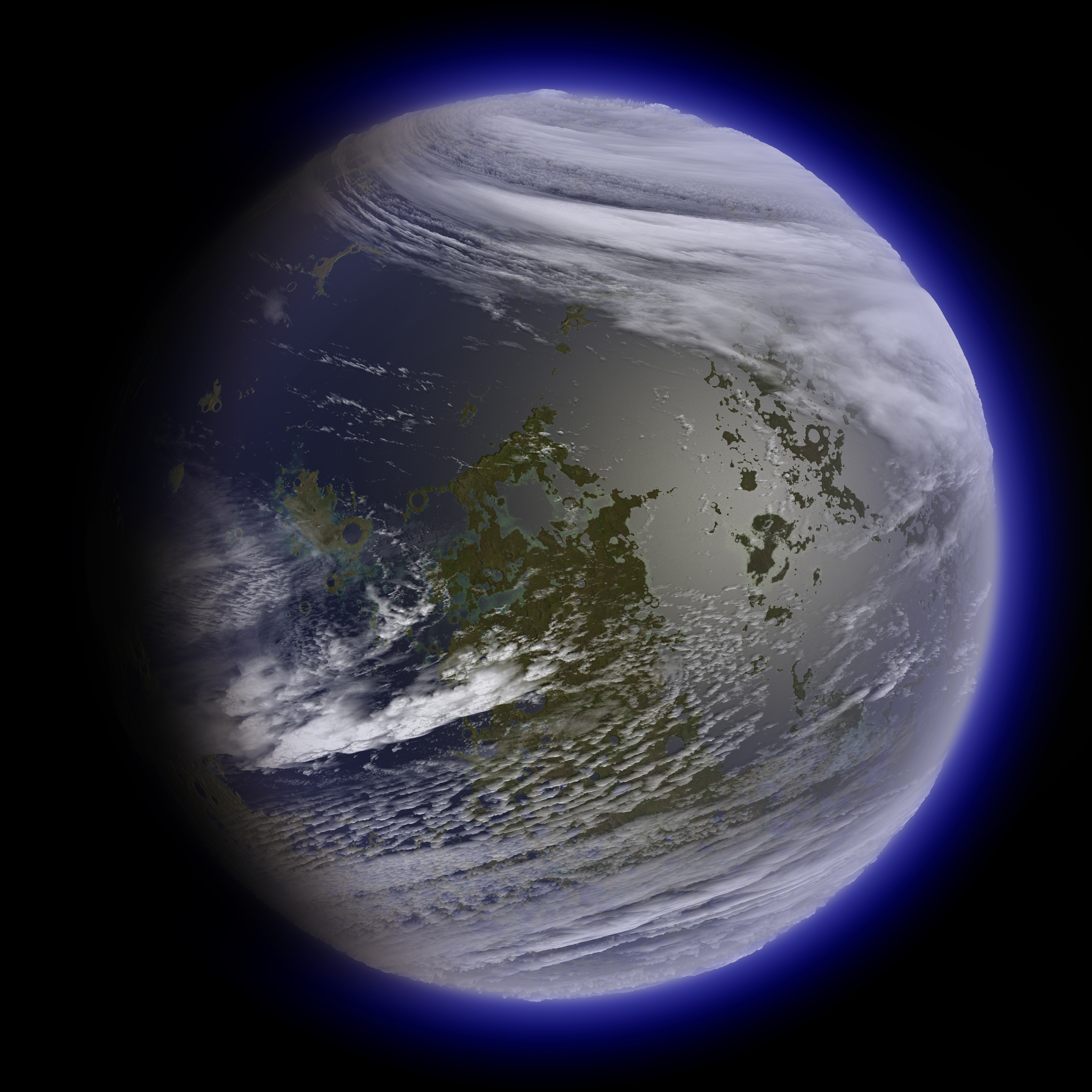
Künstlerische Darstellung eines terraformten Mondes (Vorderseite)

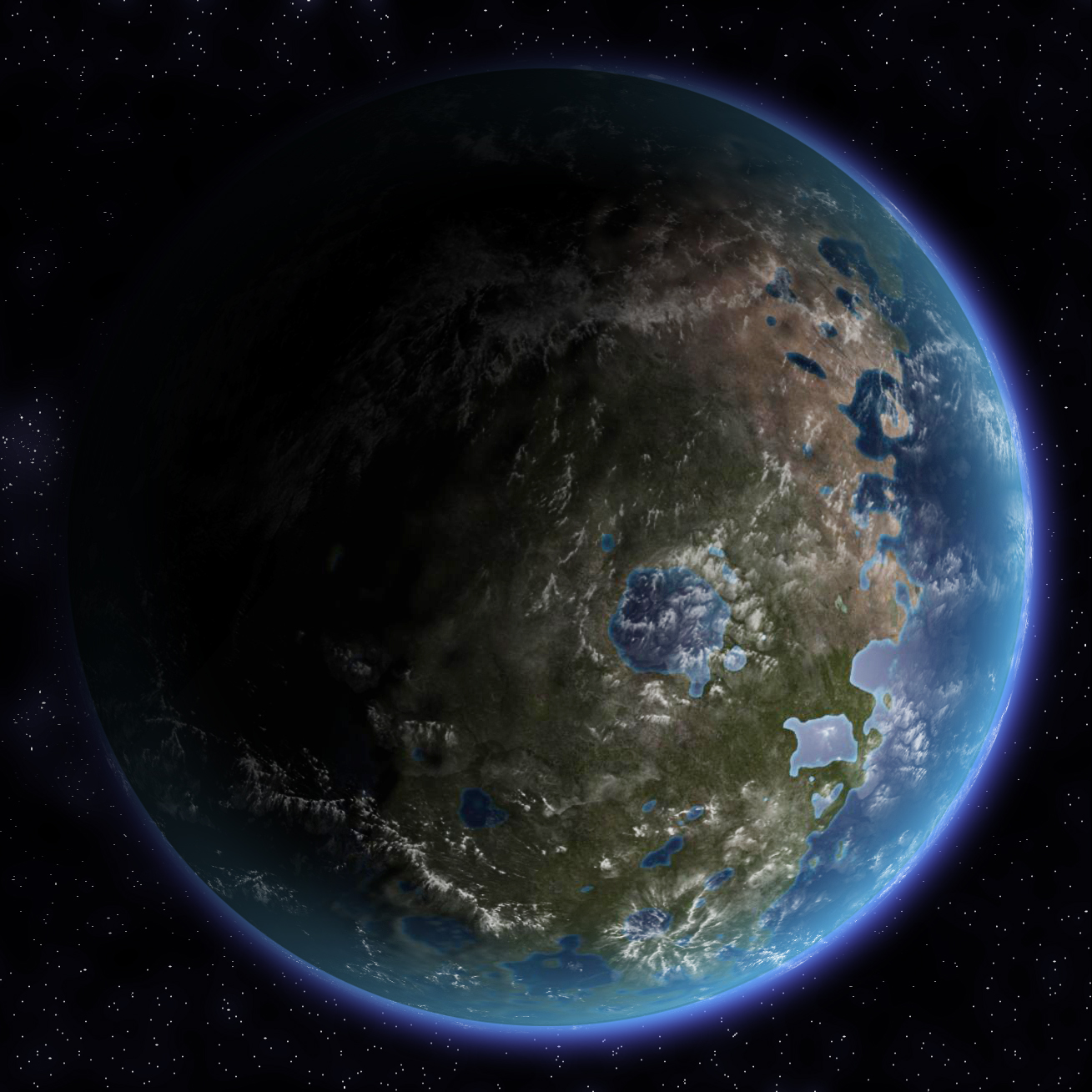
Künstlerische Darstellung eines terraformten Mondes (Rückseite)

Terraforming (entlehnt aus dem lateinischen terra und englischen forming für die „[Um-]Bildung zur [Ersatz-]Erde“ oder kurz „Erdumbildung“) ist die Umformung anderer Planeten in bewohnbare erdähnliche Himmelskörper mittels zukünftiger Technologien. Planeten oder Monde sollen so umgestaltet werden, dass darauf menschliches Leben mit geringem oder ohne zusätzlichen technischen Aufwand möglich wird.
Der Begriff geht auf den Science-Fiction-Roman Collision Orbit von Jack Williamson aus dem Jahre 1942 zurück und wurde später von der Wissenschaft aufgegriffen.

## Die Grenzen der Bewohnbarkeit
Die Grenzen der Bewohnbarkeit werden vom Planetenwissenschaftler Christopher McKay wie folgt geschätzt:
| Parameter          | Grenzen               | Wert auf Erde | Bemerkungen zu Grenzen                                                     |
| ------------------ | --------------------- | ------------- | -------------------------------------------------------------------------- |
| Globale Temperatur | 0–30 °C               | 15 °C         |                                                                            |
| Nur Pflanzen       |                       |               |                                                                            |
| Gesamtdruck        | > 10 hPa              | 1000 hPa      | Wasserdampfdruck + O2, N2, CO2                                             |
| Kohlendioxid       | > 0,15 hPa            | 0,39 hPa      | Untergrenze der Photosynthese; keine klare Obergrenze                      |
| Stickstoff         | > 1–10 hPa            | 800 hPa       | Stickstofffixierung                                                        |
| Sauerstoff         | > 1 hPa               | 200 hPa       | Pflanzliche Atmung                                                         |
| Menschen           |                       |               |                                                                            |
| Luftgemisch        | > 500 hPa < 5.000 hPa | 1000 hPa      | Entspricht 5,5 km über NN auf Erd-Gebirgen Stickstoffnarkose               |
| Kohlendioxid       | < 10 hPa              | 0,39 hPa      | Begrenzt durch CO2-Vergiftung                                              |
| Stickstoff         | > 300 hPa             | 800 hPa       | Pufferwirkung                                                              |
| Sauerstoff         | > 130 hPa < 300 hPa   | 200 hPa       | Untergrenze durch Atemnot Obergrenze durch Brandgefahr und durch Toxizität |

(die hPA-Angaben zu einzelnen Gasen sind als Partialdruck zu verstehen).

## Venus

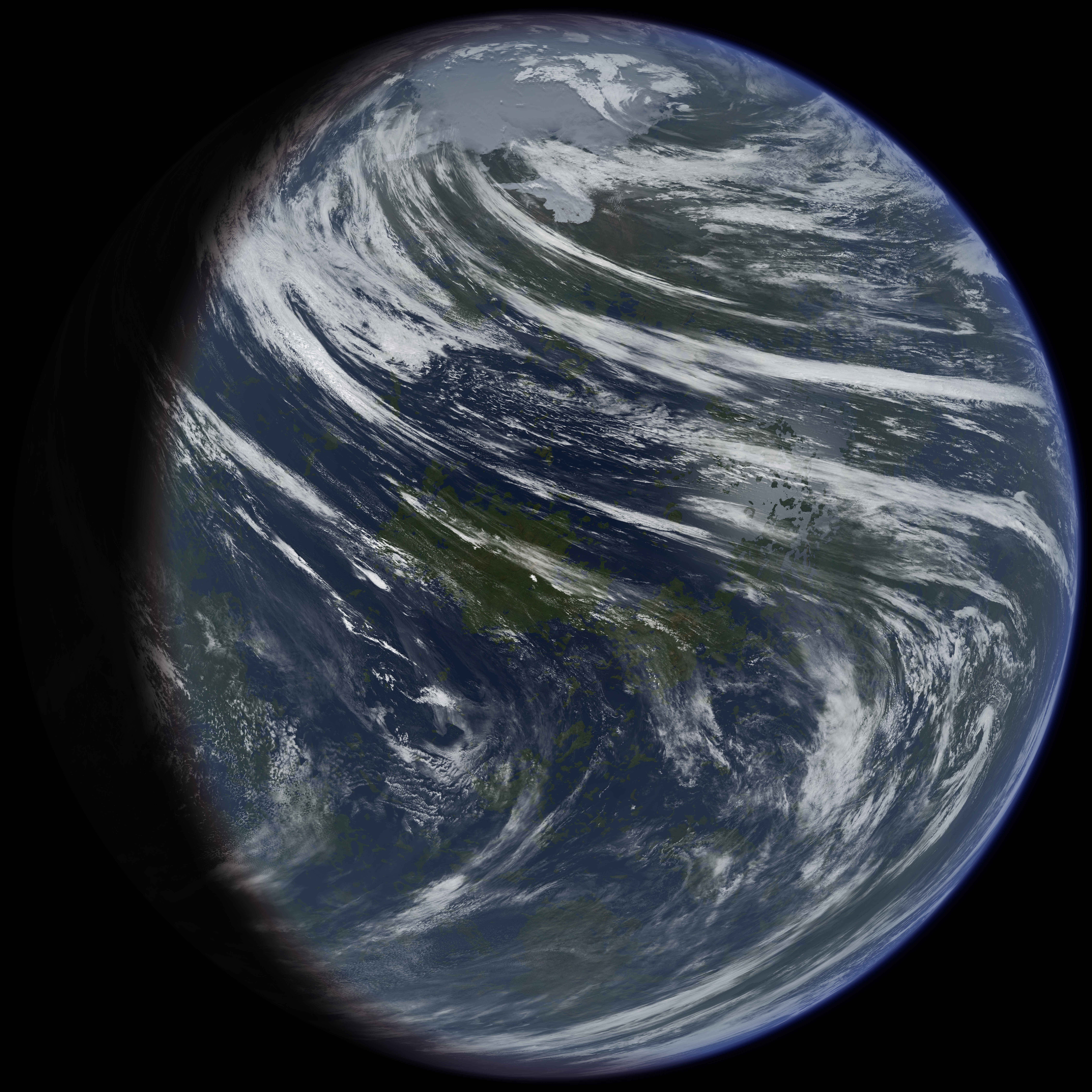
Künstlerische Darstellung einer terrageformten Venus

### Ausgangsbedingungen
Auf der Venus-Oberfläche herrschen Temperaturen von mehr als 450 °C und ein Druck von rund 92.000 hPa. Jede bekannte Form organischen Lebens würde sofort verkohlen. Außerdem sind die Tage auf der Venus mit 117 Erdtagen sehr lang. Selbst wenn es gelänge, den Treibhauseffekt zu reduzieren, könnten sich außerhalb der Polregionen starke Temperaturschwankungen zwischen Tag- und Nachtseite einstellen.
Ein weiteres Problem ist die Wärmekapazität des Gesteinsmantels. Selbst wenn die Atmosphäre nach einigen Jahrhunderten künstlich auf für Menschen erträgliche Temperaturen gesenkt worden wäre, wäre die Oberfläche der Gesteine noch immer rund 400 °C heiß – und das Auskühlen könnte weitere Jahrhunderte dauern.
Die Atmosphäre der Venus besteht hauptsächlich aus CO2. In etwa 50 km Höhe herrschen Temperaturen zwischen 20 °C und 100 °C (je nach Höhe) und Luftdruck von einigen wenigen (Erd-)Atmosphären. In dieser Höhe gibt es schwefelsäurehaltige (also für viele bekannte Lebewesen giftige) Wolken.

### Wasser und Temperaturinversion
Auch auf der Venus gibt es eine Temperaturinversion (vgl. Tropopause auf der Erde).
Auf der Erde liegt in einer Höhe von 9 bis 17 Kilometern eine kalte Luftschicht (−60 °C). Diese führt dazu, dass dort Wasserdampf kondensiert bzw. gefriert. Darum sind die darüber liegenden Schichten der Atmosphäre äußerst trocken. Dadurch wird nur sehr wenig Wasser in den oberen Schichten durch UV-Strahlung gespalten. Infolgedessen entweicht nur sehr wenig Wasser (Wasserstoff) von der Erde in den Weltraum.
Die Temperaturen auf der Venus sind aber zu hoch, sodass Wasserdampf zwar abgekühlt, aber nicht flüssig wird. Die Atmosphäre ist sehr dicht, wodurch sie sehr viel Wasserdampf aufnehmen kann. Der Wasserstoff gewinnt an Auftrieb. Durch den Sonnenwind werden so stetig enorme Mengen an Wasserstoff in den Weltraum abgetragen. Die Venus hat dadurch einen Großteil ihrer Wasservorräte verloren.

### Methoden für die Venus
Terraforming könnte beispielsweise durch das Einbringen von Grünalgen in die CO2-reiche Atmosphäre geschehen. Dies soll eine Anreicherung von Sauerstoff bei gleichzeitiger Minderung des Treibhauseffekts durch den Verbrauch von CO2 durch die Photosynthese der Algen bewirken. Das dafür benötigte Wasser müsste aus der Zersetzung von Schwefelsäure oder durch das Einfangen von Kometen gewonnen werden. Ohne Wasser ist die Schwefelsäure heute aber zu hoch konzentriert. Außerdem entsteht Schwefelsäure zwar als Stoffwechselendprodukt irdischer Bakterien, es gibt aber keine bekannten Organismen, die sie als Nahrung nutzen und aufspalten.
In höheren Atmosphärenschichten sind Druck und Temperatur gemäßigt. Dort könnte es also günstigere Bedingungen für schwebende Pflanzen, quasi Luftplankton, geben. Die chemischen Bedingungen sind geprägt vom hohen Gehalt an Schwefelsäure. Die Grünalgen-Idee scheint nicht direkt umsetzbar zu sein, denn die Bedingungen für das Überleben der Pflanzen müssten von ebendiesen Pflanzen erst geschaffen werden. Allerdings ist es denkbar, dass die Algen aus Schwefelsäure und CO2 Wasser und Kohlenwasserstoffe erzeugen und somit in ihre Biomasse umwandeln. Solche Algen sind auf der Erde jedoch nicht bekannt, zumal sie in einem weitgehend wasserlosen Milieu existieren müssten.
Wenn die Venus unter den kritischen Punkt von 374 Grad käme, würde Wasser unter dem hohen Druck flüssig werden und ausregnen. Dadurch entfiele der Treibhauseffekt des Wasserdampfes, der rund 20-mal so effektiv wie CO2 sein soll. Außerdem würde das flüssige Wasser noch zusätzlich Wärme in den Weltraum reflektieren. Vorher würden die Temperaturen durch das freigesetzte Wasser allerdings noch weiter ansteigen, was ein weiteres Hindernis für die Terraformierung der Venus ist.
Vorstellbar ist in Verbindung mit einer Kolonisierung auch der Bau luftschiffähnlicher, schwebender Stationen in der Hochatmosphäre der Venus, und vielleicht auch die Zucht schwebender, ballonähnlicher Pflanzen als Nahrungsmittel. Die schwebenden Städte könnten – laut Robert Zubrin – mit Schilden verbunden werden, die einen Schatten werfen und somit den Planeten kühlen würden. Außerdem könnten diese Schilde aus Kohlenstoff erzeugt werden, den es vor Ort in Massen in der Atmosphäre gibt. Die Venus bleibt, was das Terraforming betrifft, trotzdem ein extrem schwieriger Planet.
Der Venusboden enthält vermutlich große Mengen an einfach oxidierten Metallen (FeO, MgO, CaO, …). Bis heute ist ungeklärt, warum die Stoffe im Regolith (Venusboden) nicht in größeren Mengen mit Kohlendioxid (CaO+CO2 → CaCO3) reagiert haben.
In der schwefelsauren Umgebung sind Carbonate nicht stabil.
Es wurde vorgeschlagen, den Boden kräftig zu durchpflügen, um so durch eine Kohlenstoffsenke größere Mengen des Treibhausgases zu binden.

## Mars

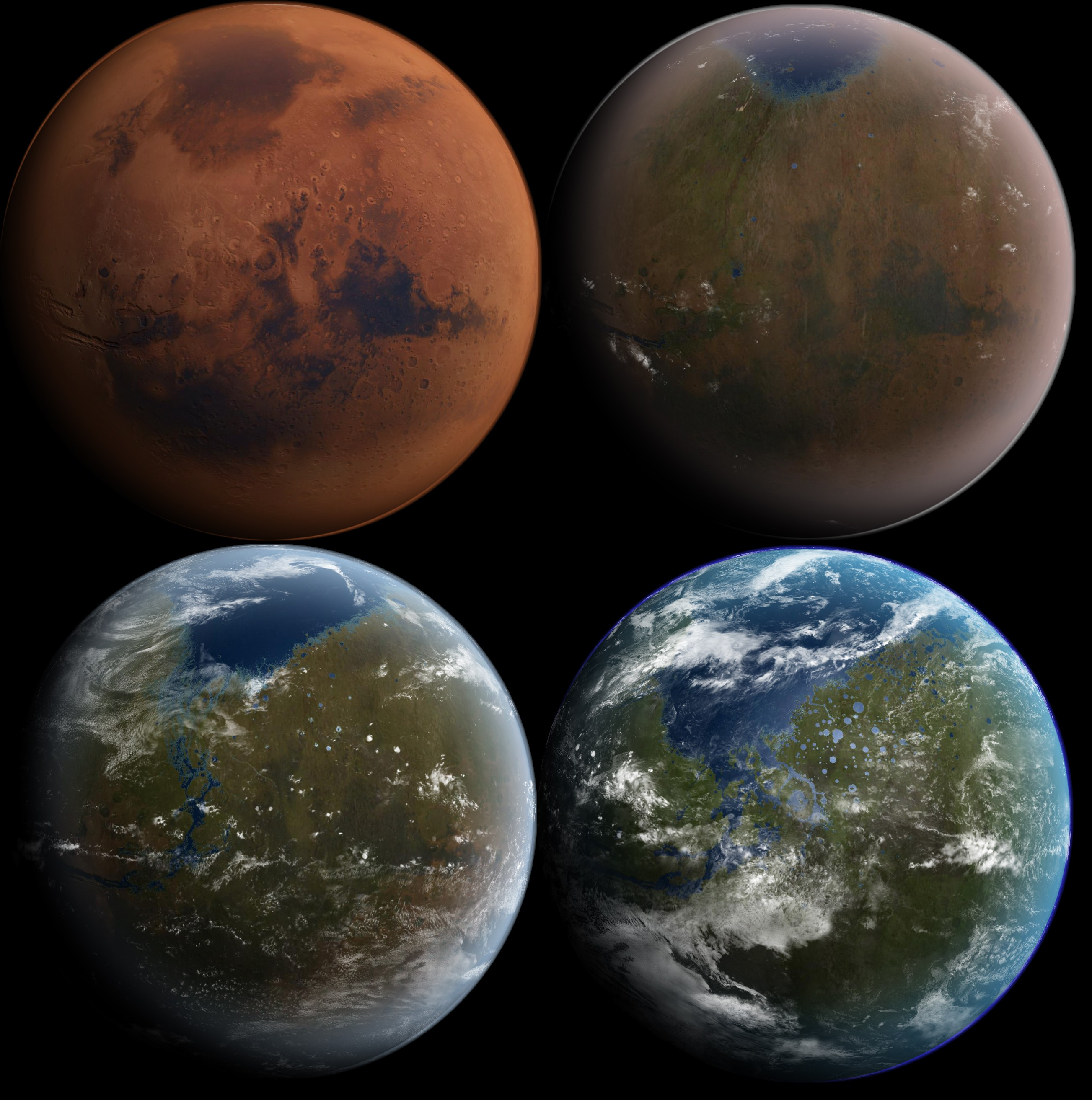
Umwandlung des Planeten Mars in vier Stufen

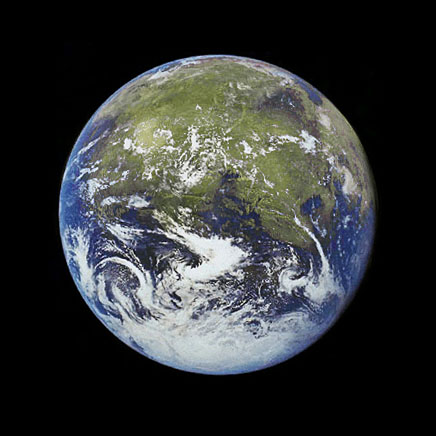
Fotomontage, die einen terraformten Mars darstellt. In der Mitte sieht man die Mariner-Bay und am nördlichen Rand einen Teil des Acidalia-Planitia-Polarmeeres.

### Ausgangsbedingungen
- Der vorhandene atmosphärische Druck liegt bei 0,75 % des irdischen Druckes.
- Die Temperaturen an der Oberfläche schwanken (je nach Pol- bzw. Äquatornähe) zwischen −85 °C und +20 °C
- Die Atmosphäre besteht zu 95 % aus CO2.
- Solange das planetare Magnetfeld fehlt, kann der Mars unter Einfluss des Sonnenwindes eine Atmosphäre nicht dauerhaft halten. Sobald der innere Kern erstarrt ist, bildet sich durch den fehlenden Dynamo-Effekt kein Magnetfeld mehr.

Damit sich der Mars zu einer so genannten „zweiten Erde“ entwickeln kann, wären folgende Veränderungen notwendig:
- Die Oberflächentemperatur müsste um etwa 60 Kelvin erhöht werden.
- Die Dichte der Atmosphäre müsste erhöht werden. Untergrenze wäre hier, abhängig vom Gasgemisch, 300 hPa, was 1/3 des Drucks auf der Erde entspricht. Eine 1000 hPa (1 bar) dichte Atmosphäre würde aufgrund der geringeren Schwerkraft bedeuten, dass die Atmosphärenhöhe fast dreimal so hoch wie auf der Erde wäre. Die Stickstoffreserven des Mars werden als gering eingeschätzt; Schätzungen sprechen hier nur von einer Menge von 100–300 hPa Stickstoff. Möglicherweise hat er sich auch mineralisch abgelagert.
- Flüssiges Wasser müsste verfügbar gemacht werden (tritt bei dichterer Atmosphäre automatisch ein).
- Der Anteil von O2 (Sauerstoff) und Inertgasen[4] wie N2 (Stickstoff) in der Atmosphäre müsste erhöht werden, wobei (ein gewisser Prozentsatz an) Stickstoff den Vorteil mit sich bringt, dass er Pflanzen das Leben ermöglicht, allerdings wäre auch jedes andere reaktionsträge Gas (oder Gasgemisch wie Stickstoff mit Xenon) denkbar.
- Man müsste die Atmosphäre so auslegen, dass sie eine Tropopause in tieferen Schichten hat, die das Wasser unterhalb dieser gefangen hält. Dieser Effekt hat die Erde vor Austrocknung geschützt. Im Gegensatz zur Venus, wo selbst die kältesten Schichten nicht unter 0 °C sind, sodass das Wasser nicht abregnet und weiter in die höheren Schichten durchtritt. Dort wird es dann photodissoziiert und der Wasserstoff durch den Sonnenwind in den Weltraum geblasen.[3]

### Methoden für den Mars
Beim Mars kann ein Terraforming am Kohlendioxid (CO2) ansetzen, das in großen Mengen im Polkappeneis gespeichert ist. Schätzungen umfassen etwa 300 bis 600 hPa (oder englisch mb). Größere Mengen (450–900 hPa) von CO2 sind im Regolith gebunden. Damit ließe sich theoretisch eine dichte kohlendioxidhaltige Atmosphäre schaffen, die aber für Menschen giftig ist. Selbst Pflanzen können nur eine Menge von rund 50 hPa CO2 vertragen. Jedoch ist von Algen bekannt, dass diese sich selbst in reinen Kohlendioxidatmosphären wohlfühlen. Manche Algenarten gedeihen sogar am besten in reinem CO2. Zur Initiierung des Treibhauseffektes sind verschiedene Methoden denkbar.
Bei allen Methoden ergeben sich durch verkettete Reaktionen folgende Resultate:
- Dichtere Atmosphäre durch das freigewordene CO2. Ist diese genügend dicht (etwa 1/3 des irdischen Luftdrucks, was dem Luftdruck auf dem Mount Everest entspricht), dann entfällt die Notwendigkeit für einen Druckanzug.
- Höhere Temperaturen durch Treibhauseffekt, dadurch auch weitere Anreicherung der Atmosphäre durch sich selbst verstärkendes Abschmelzen der Marspolkappen.
- Flüssiges Wasser durch Druck- und Temperaturerhöhung.
- Flüssiges Wasser bildet unter Einfluss der kohlendioxidreichen Atmosphäre Kohlensäure, die aus dem Regolith CO2 lösen kann.
- Die Kohlensäure könnte unter Umständen Stickstoff aus den nitratreichen Mineralien extrahieren, somit die Atmosphäre mit Stickstoff anreichern und verdicken.
- Der freiwerdende Wasserdampf ist ein gutes Treibhausgas (4-fache Effektivität von CO2).

Nach einer durch die NASA unterstützten und 2018 veröffentlichten wissenschaftlichen Studie gibt es jedoch auf dem Mars nicht genügend Kohlenstoffdioxid, das in der Atmosphäre einen Treibhauseffekt auslösen könnte, der für lebensfreundliche Verhältnisse sorgen würde.

#### Weltraum-Spiegel
Eine sehr aufwändige und damit kostspielige Methode, der Marsumwelt die benötigte Energie zuzuführen, wäre die Positionierung mehrerer gigantischer Spiegel, sogenannter Solettas, in einem Mars-Orbit. Die Spiegel hätten einen Durchmesser von jeweils zirka 100 bis 200 km und besäßen eine Masse von einigen hunderttausend bis einigen Millionen Tonnen. Das von ihrer mit Hilfe von polymerverstärkter Alu-Folie verspiegelten Oberfläche reflektierte Sonnenlicht wird auf die vereisten Polregionen gelenkt und diese zum Schmelzen gebracht. Der damit initiierte CO2-Ausstoß in die Atmosphäre würde einen gewünschten Treibhauseffekt auslösen, der den Mars weiter erwärmt.

#### Asteroid
Die Manipulation der Flugbahn eines Asteroiden mutet zwar fantastisch an, ist aber wenigstens theoretisch möglich, und wurde unter dem Gesichtspunkt, Einschlagskatastrophen abzuwenden, bereits in Forschungsprojekten wie NEOShield betrachtet und mit der Raumsonde DART – wenn auch in sehr kleinem Umfang – erfolgreich getestet. Ein Asteroid oder Komet mit einem großen Gehalt an flüchtigen Stoffen (Volatilen) könnte durch eine Manipulation seiner Flugbahn auf den Mars geführt werden und gäbe beim Eintritt in die Mars-Atmosphäre oder beim Aufschlag auf die Oberfläche diese Stoffe frei. Dadurch aktivierte er analog den anderen Methoden einen selbstverstärkenden Treibhauseffekt. Der wahrscheinlich hohe Wassergehalt eines Kometen würde zusätzlich große Mengen an Wasserdampf in die Atmosphäre bringen. Der dadurch verursachte gewaltige Aufschlag könnte auch zusätzlich unterirdische Wasserreservoirs freisetzen.
Zwar ist diese Methode bisher technisch nicht umsetzbar, könnte aber zu dem in weiter Zukunft liegenden Zeitpunkt, an dem Terraforming am Mars durchgeführt werden sollte, verfügbar sein.

#### Ruß
Die einfachste Methode, den Mars zu erwärmen, besteht in der Verteilung von Ruß oder anderen lichtabsorbierenden Stoffen über den Eis- bzw. Trockeneisflächen der Polkappen. Die stärkere Absorption von Licht bewirkt einen Temperaturanstieg, der das Eis bzw. das Trockeneis sublimieren lässt.

#### Mikroben
Zudem könnten recht „früh“ während des Terraformens Mikroben, Bakterien von der Erde auf dem Mars angesiedelt werden, die unter niedrigem Druck, mit kaum oder gar keinem Sonnenlicht und ohne Sauerstoff existieren können (wie auf der Erde in Vulkanen, auf dem Meeresboden oder in Schwefelquellen).
Auch gibt es die Idee, dass Mikroben mit Pigmenten, also dunklen Zellhäuten – über die Pole verteilt – das Eis zum Schmelzen bringen könnten, da sich dunkle Farben im Licht besser aufheizen als helle.

### Partielles Terraforming
Durch das Abschmelzen der Polkappen (die sowohl aus Trocken- als auch Wassereis bestehen) ließe sich also eine bedeutend dichtere Atmosphäre schaffen, jedoch würde diese fast ausschließlich aus Kohlendioxid bestehen. Von den Vikingsonden ist bekannt, dass das Marsregolith unter dem Einfluss von Kohlendioxid und Wasser große Mengen Sauerstoff freigibt. Das Regolith scheint hier also eine mögliche Sauerstoffquelle darzustellen. Die Frage ist jedoch, ob auch genügend Wasser auf dem Mars vorhanden ist und wie sich dies in die Marsatmosphäre freisetzen ließe. Zwar ist Kohlendioxid ein Treibhausgas, aber selbst eine vollständige Freisetzung des gesamten Kohlendioxids in Form von Trockeneis und dem Regolith von 1.000 bis 2.000 hPa würde wahrscheinlich nicht ausreichen, die Temperatur um die notwendigen 60 Kelvin zu erhöhen. Weitere, effektivere Treibhausgase wie FCKW (wobei FCKW eine mögliche Ozonschicht zerstört) oder Octafluorpropan (es hat das 7000-fache Treibhauspotenzial von Kohlendioxid, ist über 2600 Jahre beständig und kann gemeinsam ohne Schädigung mit einer Ozonschicht existieren) müssten hier zusätzlich in großen Mengen zugeführt werden, um diese Marke dauerhaft zu erreichen und flüssiges Wasser zu ermöglichen. Höhere Luftfeuchtigkeit würde ebenfalls den Treibhauseffekt verstärken. Auch der „Import“ von Asteroiden mit hohem Methan- und Ammoniakanteil könnte treibhauseffektivere Gase zuführen.
Am Ende dieses Prozesses stünde ein wärmerer, feuchterer und von einer dichten Kohlendioxidatmosphäre umgebener Mars, wie er möglicherweise bereits vor 3,5 bis 4 Milliarden Jahren bestand. Da dieser Prozess rein chemisch in Gang gesetzt werden kann und keinerlei biologische Vorgänge erfordert, ließe sich dies bereits in relativ kurzer Zeit von 100 bis 1000 Jahren realisieren. Am Ende wären die Voraussetzungen für irdisches Pflanzenwachstum gegeben und ein Aufenthalt von Menschen im Freien wäre (bei Verwendung einer Sauerstoffmaske) möglich.

### Vollständiges Terraforming
Für ein komplettes Terraforming müsste der hohe Kohlenstoffdioxidgehalt reduziert werden, was bedeutend längere Zeiträume beanspruchen dürfte. Der Einsatz von Pflanzen kann langfristig dazu führen, dass die Atmosphäre für den Menschen atembar ist. Da Kohlenstoffdioxid jedoch auch zum Treibhauseffekt beiträgt, würde sein Abbau auch wieder zu einer Abkühlung führen. Um dies zu verhindern, müssten hier wiederum Treibhausgase eingebracht werden, die diesen Effekt ausgleichen. Neben dem Sauerstoff müsste die Atmosphäre auch ein Puffergas in signifikanten Mengen erhalten. Auf der Erde ist dieses Puffergas der Stickstoff, der fast 80 Prozent der Erdatmosphäre ausmacht. Der Anteil auf dem Mars müsste nicht so hoch sein, sollte aber zumindest der Menge des Sauerstoffs entsprechen. Ob genügend Stickstoff auf dem Mars vorhanden ist, ist jedoch fraglich. Neben Stickstoff könnten auch Argon oder andere Inertgase als Ersatz oder in Kombination dienen (wobei ein Mindestanteil an Stickstoff vorhanden sein müsste, um ein Pflanzenwachstum zu gewährleisten).

## Kritik
Kritiker bezeichnen die Theorien zum Terraforming aus mehreren Gründen als unrealistisch:
- Keiner der für das Terraforming theoretisch in Betracht gezogenen Planeten ist genügend erforscht, um auch nur halbwegs fundierte Aussagen machen zu können.
- Keiner der Prozesse, die das Terraforming herbeiführen sollen, ist bisher soweit verstanden, dass die Auswirkungen der Methoden hinreichend genau vorhergesagt werden können.
- Zeitliche, materielle und energetische Dimensionen eines Terraformings sprengen jeden für eine westlich-industriell geprägte Kultur akzeptablen Rahmen.
- Es bleibt darüber hinaus unklar, ob der Mars die so mobilisierte Atmosphäre halten könnte oder ob sich nicht zum Beispiel durch das erzwungene Auftauen auch noch die dort verbliebenen Reste des Wassers in den Weltraum verflüchtigen würden und der Planet letztlich durch das so genannte Terraforming noch weniger „bewohnbar“ gemacht werden würde. Außerdem verfügt der Mars über kein nennenswertes Magnetfeld, was dazu führt, dass die Teilchenstrahlung der Sonnenwinde die Gasmoleküle ungehemmt „fortspülen“ würde.
- Die Verbringung ganzer Maschinenparks oder riesiger Anlagen wie Spiegel, Methan- oder FCKW-erzeugende Fabriken liegt außerhalb jeglicher Reichweite; der Transport eines Buggies, eines kleinen Wassertanks und einer fünfköpfigen Mannschaft auf den Mond ist die jetzige Grenze des Machbaren. Der Verbrauch der gesamten heute erschließbaren Energievorräte der Menschheit würde einen Bruchteil der benötigten Materialien in die Erdumlaufbahn bringen.
- Es sei unsinnig, sich Gedanken über die Bewohnbarmachung fremder Planeten zu machen, solange es nicht einmal auf der Erde gelingt, die vergleichsweise lebensfreundlichen, aber nahezu unbewohnten Gebiete in Wüsten und Steppen ökonomisch sinnvoll dauerhaft zu besiedeln. Tatsächlich ist nicht einmal der gegenteilige Prozess gestoppt, die Desertifikation und Versteppung schreitet weiter voran.
- Ebenso gibt es ethisch-ökologische Argumente gegen ein Terraforming, da ein eventuell vorhandenes Ökosystem durch das Terraforming zerstört würde. Dieses Dilemma wird u. a. in dem Science-Fiction-Roman Roter Mars dargelegt, der das Recht einer fremden Umwelt auf Bewahrung aufzeigt. Vorher müsste also noch nachgeforscht werden, ob sich dort Ökosysteme entwickelt haben – und ob sie bei höheren Temperaturen besser gedeihen oder gar absterben würden.
- Die rein ökonomische Dimension des Terraforming ist bisher kaum erschlossen, was als notwendige Bedingung gelten dürfte, um Ressourcen für Terraforming verfügbar zu machen. Einfacher ausgedrückt: Wie viel kostet der Transport einer Tonne Material zum Mars?
- Besitz- und Nutzungsfragen des terraformierten Raumes sind bisher ungeklärt, sowohl formal-juristisch als auch völkerrechtlich.

## Paraterraforming
Gerade wegen der Aufwändigkeit eines vollständigen Terraformings hat sich auch noch das Konzept eines Para- oder Pseudoterraforming, auch Worldhouse genannt (aus dem englischen ‚worldhouse [concept]‘; weiter lehnübersetzt Welthaus[-Konzept]), herausgebildet.
Beim Paraterraforming wird ein bewohnbares Habitat gebaut, welches die freie Atmung ermöglicht. Derartige Bauwerke werden üblicherweise bedeutend größer gedacht als gegenwärtig übliche Traglufthallen und bestehen aus einem ein bis mehrere Kilometer hohen Dach, das über Türme und Kabel befestigt, luftdicht umschlossen und mit einer atembaren Atmosphäre versehen wird. Auch besteht grundsätzlich die Möglichkeit, eine Schutzhülle lediglich mit Hilfe des innen herrschenden Überdrucks und ohne Abstützung, eben einer Traglufthalle gleich, aufzublasen. Der Überdruck wäre ohnehin erforderlich, da der Druck gegenüber einer nicht vorhandenen oder sehr dünnen Atmosphäre (ähnlich wie beim Mars) für menschliches Leben ungeeignet oder zu gering ist. Die Kabel und Türme dienten in solchen Fällen mehr dazu, das Bauwerk am Boden zu halten, anstatt vor dem Zusammenstürzen zu bewahren.
Paraterraforming ließe sich schneller verwirklichen und beliebig modular erweitern, von einer kleinen Region bis zur Umfassung eines gesamten Planeten. Unterstützer dieses Konzeptes behaupten, dies ließe sich bereits mit der heutigen Technologie verwirklichen. Schließlich wird auch nicht die Menge von Gasen benötigt wie bei dem eigentlichen Terraforming, sondern nur ein kleiner Teil. Aufgrund seiner Modularität lässt es sich auch auf Asteroiden verwirklichen, die keinerlei Atmosphäre halten können.
Ein großer Nachteil ist jedoch der notwendige Aufwand für Konstruktion und Wartung. Ein Welthaus wäre auch von Leckagen bedroht. Dies ließe sich durch Sektionierung und Sicherungsmechanismen reduzieren. Auch die Gefährdung durch Meteoriten kommt ins Spiel.
Das Paraterraforming kann jedoch auch als Ergänzung und Zwischenschritt zu einem kompletten oder teilweisen Terraforming Verwendung finden, in der einzelne für Menschen bewohnbare Regionen von einem Welthaus umgeben sind, während der Rest des Planeten soweit mit dem traditionellen Terraforming umgewandelt wurde, dass ausreichender Druck und Temperatur zur Atmung für Pflanzen vorhanden ist.
Versuche, ein autonomes Ökosystem auf der Erde zu entwickeln, gab es in den Projekten Biosphäre 2 und Biosphäre 3.

## Andere Möglichkeiten
Eine weitere Option, lebensfeindliche Orte (Planeten, Asteroiden usw.) zu nutzen, besteht darin, nicht den Ort zu terraformen, sondern den Menschen anzupassen – durch Veränderung seiner Physis durch Gentechnik, Biotechnologien (Cyborg u. a.). Beispiele wären das Anpassen der Organe an Niedrigschwerkraft, das Vergrößern des Lungenvolumens für Atmosphären mit geringerer Sauerstoffkonzentration, ein Exoskelett für große Druckverhältnisse, und dergleichen.
Allerdings dürften – abgesehen von derzeit vorhandenen biotechnischen Umsetzungsschwierigkeiten – vor allem durch die psychologischen Auswirkungen enorme Widerstände gegen eine Durchführung mobilisiert werden. Zudem wäre das Anwendungsgebiet immer noch begrenzt, da kein infrage kommender Himmelskörper Probleme aufweist, für die die genannten Lösungen nach gegenwärtigen Vorstellungen ausreichend wären.